# Beccas del Mezzodì
Il Beccas del Mezzodì (1.931 m s.l.m.) è una montagna delle Alpi Cozie situata sullo spartiacque tra Valle Stura di Demonte e valle Grana,  nella sottosezione delle Alpi del Monviso.
Sulla cima della montagna convergono i confini comunali di Monterosso Grana, Valloriate e Demonte.

## Caratteristiche
La montagna è separata verso est dalla vicina Alpe di Rittana da una sella a quota 1759 e dal colle Roccason (1765 m). Verso ovest il colle dell'Ortiga (1774 m) la divide dalla Rocca Pergo. Mentre il versante settentrionale, rivolto verso la Val Grana, presenta balze rocciose strapiombanti, quello meridionale è meno aspro ed è in buona parte ricoperto di conifere.

## Ascensione alla vetta

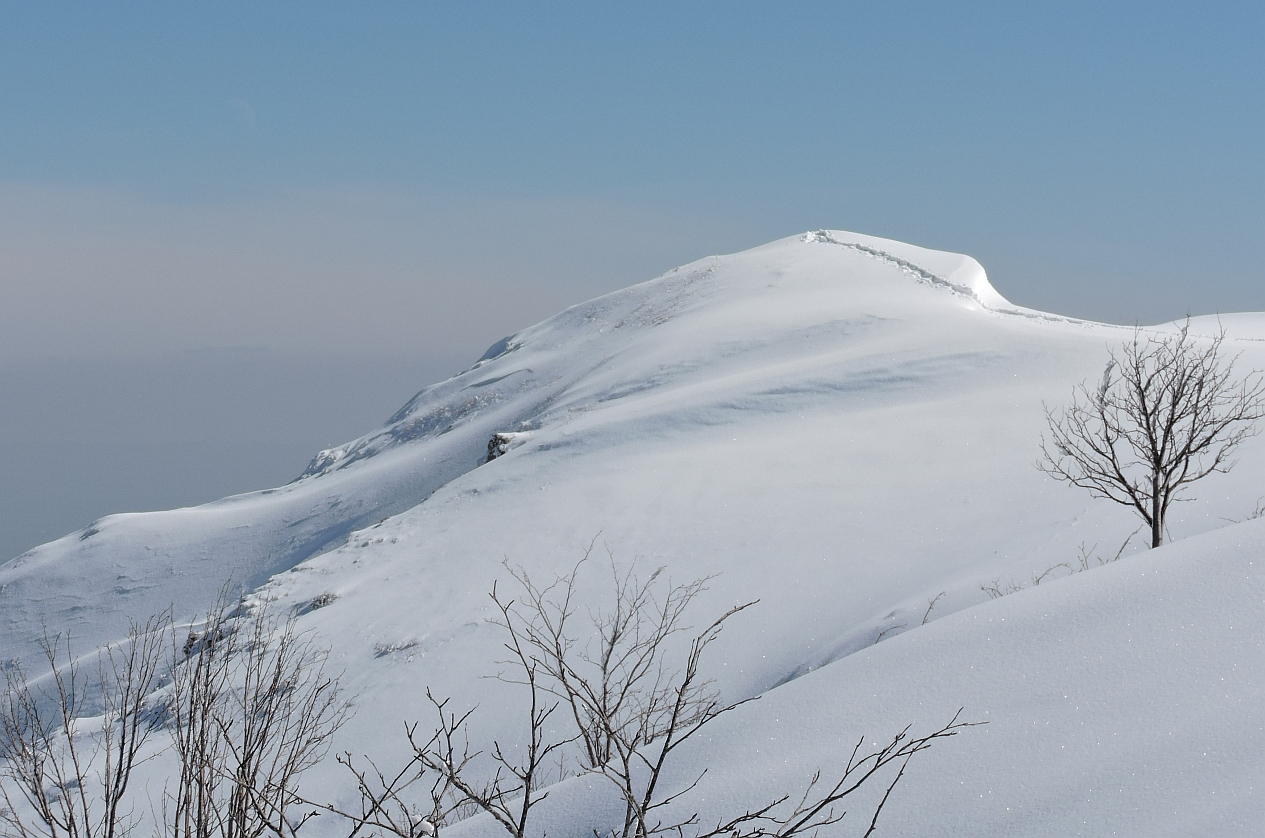
Il punto culminante visto da ovest

L'accesso alla vetta può avvenire da diverse vie con itinerari di tipo escursionistico, con difficoltà valutata in E. Partendo da Rittana in genere la salita al Beccas viene accoppiata a quella all'Alpe.
Piuttosto note e frequentate sono anche le vie di salita invernali, praticabili con gli sci da sci alpinismo o con le ciastre, come ad esempio quella con partenza dalla borgata Granè di Rittana.